# 奧瑪堡
45°14′15″N 0°45′58″W / 45.23750°N 0.76611°W

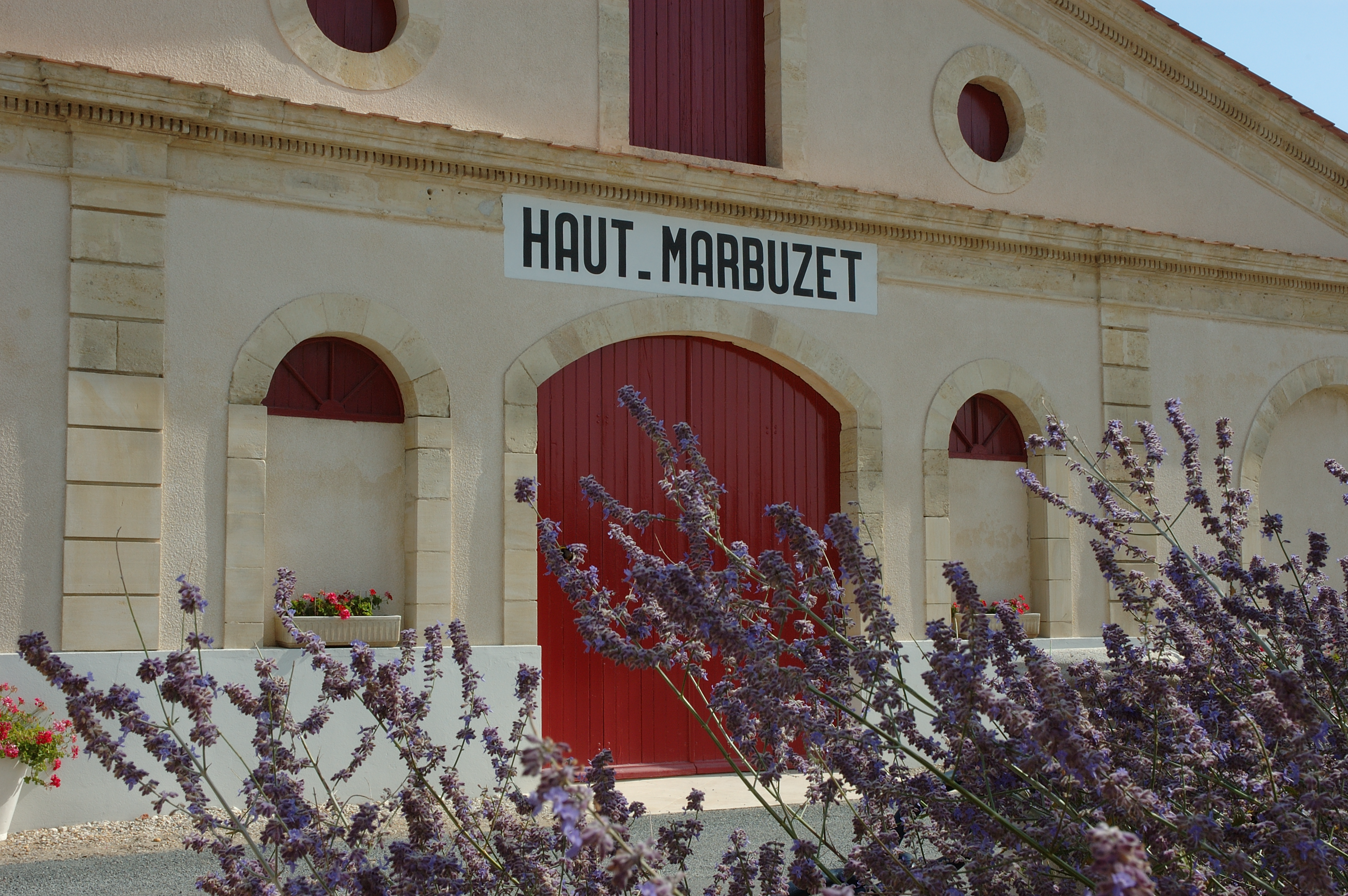

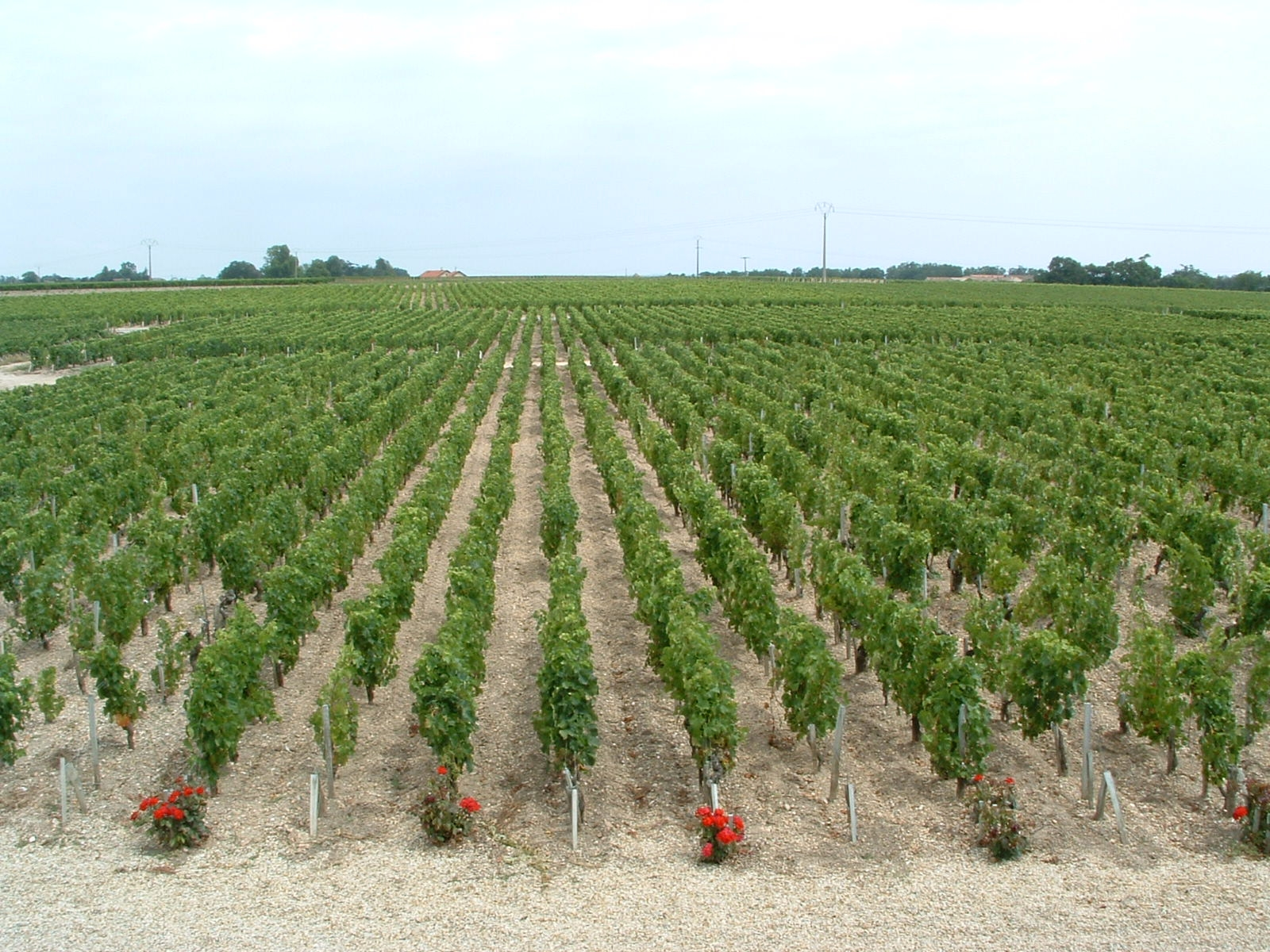

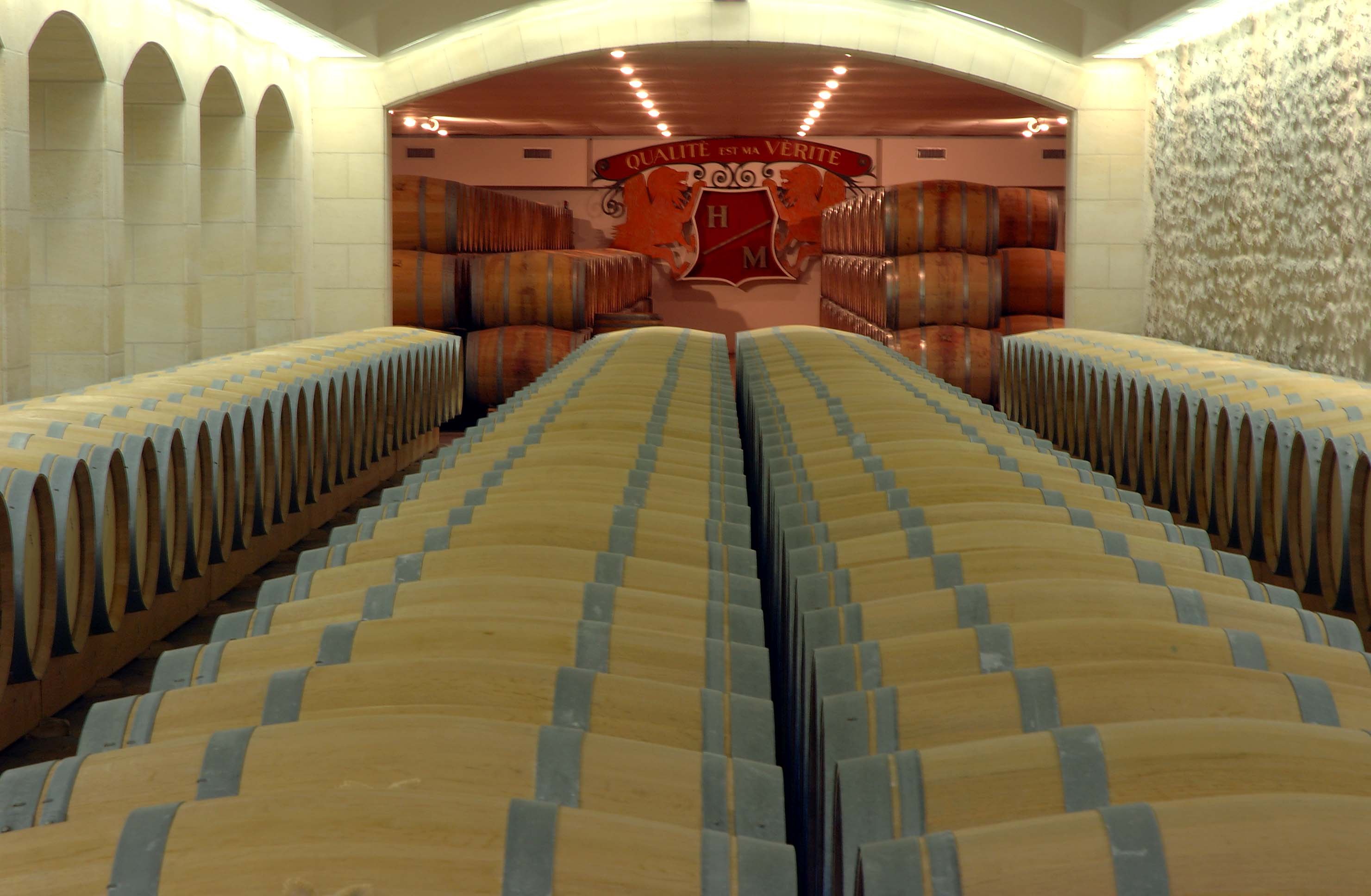

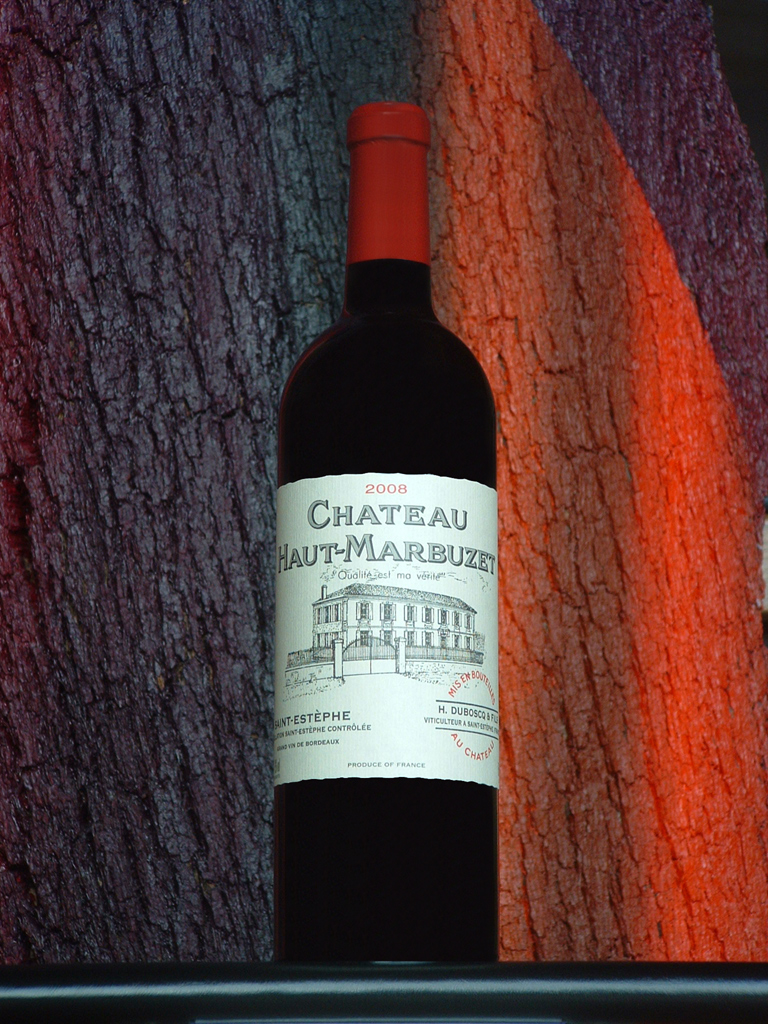

奧瑪堡（全名: 奧瑪寶斯酒莊）是法國波爾多著名酒區聖達史提芬（Saint-Estèphe）的一間酒莊，法定等級為聖達史提芬AOC。

## 歷史
奧瑪寶斯酒莊的历史可以追溯到十八世紀，但直到厄维·杜博斯克（Hervé Duboscq）在1952年将其购买下来之后，它才逐渐成为一家優質而出色的酒莊。厄维的兒子亨利现在是酒莊的釀酒師也是酒莊主人。他負責的其他酒莊還包括马布泽的旅行酒庄和山伯特-马布泽酒庄。

1932年波尔多五大酒商拟定出一张有444间酒庄的名字的名单，称其为中产阶级酒（Cru Bourgeois），奧瑪寶斯酒莊就列入其中。1978年晋升入超高级别中产阶级酒。2003年泽被納入為九個杰出的中产阶级酒庄之一。

## 產酒
奧瑪寶斯位於愛士圖尔（Cos d'Estournel）和曼特罗斯酒庄之間，葡萄園佔地61公頃，種植的葡萄比例分別是50%赤霞珠, 40%美樂和10%長麗珠 。莊園俯瞰吉隆特河（Gironde），在碎石的山脊上，同時也是在Long Treytin的山丘上。傳統來說，這一區不大使用美樂來釀酒，同時也不會用全新的橡木桶來作長期的陳年，不過正因為用了這些非傳統的方法，才會令奧瑪寶斯有一種獨特和酒感較柔滑的質感，與這一個酒區一向較為簡單直接圓渾的風格不同。
奧瑪寶斯的副牌酒是麥卡堤（Château MacCarthy），這欵酒的主要分別是釀酒的葡萄來自樹齢在12年以下，再者酒的名稱是來自愛尔蘭積高比家族，是他們最先開墾麥卡堤的葡萄園。